# Arawakan
Arawakan jest porodica indijanskih jezika čiji predstavnici nastanjuju velika područja Južne i Antilske Amerike, odnosno od Bahama (Lucayo Indijanci), pa preko Antilske Amerike i floridskog poluotoka na jug do u Gran Chaca. Značajna im je koncentracija sjeverna obala Južne Amerike, područje bivših triju Gvajana, dijelovi kišnih šuma bazena Amazone i na zapadu su im mogući najzapadniji predstavnici Indijanci Uru, Chango i Puquina. Antilska plemena Arawaka poznata su pod kolektivnim nazivom Taino, koja su dobila ime po Taino Indijancima. Ova grupa poznata je po svom pomorskom umijeću i poznavanju obala karipske Amerike. Taino Arawaki na svojim su kanuima doprli do obale Floride od kojih su najpoznatiji Ciboney Indijanci. Danas je ustanovljeno da ovoj skupini domorodaca pripadaju i plemena Calusa, Tequesta, Aisa i Timucua Indijanaca. Ovi posljednji su uporno od jezikoslovaca bili klasificirani porodici Indijanaca Muskhogean, što njihovi potomci opovrgavaju i cijela ova skupina s Floride sebe smatra potomcima Taino Arawaka. Danas se lingvistički tako i vode. 
U područjima kišnih šuma tropske Amerike plemena Arawaka žive od tropske agrikulture, lova i sakupljanja. Naselja su im malena, jedna do dvije velike komunalne kuće, izgrađene na čistini, okružene su džunglom i nasadima manioke i kukuruza. Predstavnici najzapadnijih Arawaka, nastanjeni su u prašumama podno Kordiljera ,gdje su moguće, u pred-konkvistadorsko doba došli i u doticaj s kulturama s Anda. Svakako je da su Ande dobile ime po jednom njihovom plemenu, to su Anti, čak se i jedna od provincija Inka nazivala Antisuyu.

## Jezici
Porodica obuhvaća (59) jezika, uz još neke izumrle, a dijeli se na više skupina. najvažnija je maipuranska ili aravačka vlastita sa (54) jezika i podijeljena na 
a) Centralna (6):
b) istočna (1): palikúr [plu]
c) sjeverna (22):
d) južna (22):
e) Zapadna (2):
f. jezik mawayana
Neklasificirani: cumeral [cum] (Kolumbija),; omejes [ome] (Kolumbija),; ponares [pod] (Kolumbija),; tomedes [toe] (Kolumbija),; xiriâna [xir] (Brazil)

## Plemena Arawaka:
Lista nije konačna.
- Achagua.- Venezuela, Kolumbija.
- Adzáneni. Kolumbija, Brazil.
- Alile.- Venezuela.
- Allouages.- Mali Antili.
- Amariba. Gvajana.
- Amarizana (Amarizano) Kolumbija.
- Antaniri. Peru.
- Arawak. Venezuela, Gvajana, Surinam, Francuska Gijana, Brazil.
- Arekêna (Uarequena, Uerequena, Warekena, Werekena). Amazonas, Roraima (Brazil); Venezuela; Kolumbija.
- Arua. Brazil.
- Aruaqui. Amazonas, Brazil.
- Atorai. Gvajana, Brazil
- Avani (Baniva). Venezuela, Kolumbija.
- Axagua. Venezuela.
- Bainoa
- Baníwa do Içana. Amazonas, Brazil. Plemena:Aini-dakénei,  Akutí-tapúya (Acuti-tapuia, Acutí-tapuya, Awádzurunai), Adzáneni,  Buia-tapuya,  Káwa-tapúya,    Mápa-dákenei (Mápanai),  Pakú-tapúya,  Yurupari-tapúya, Moríwene,  Padzoalíene, Pato-tapúya, Waliperedakenai.
- Barawâna (Barauana). Roraima, Brazil.
- Bare. Venezuela.
- Baure. Bolivija.
- Cabre.  Mali Antili, Kolumbija.
- Cachiniti. Brazil.
- Cahibo. Haiti
- Caizcimu. Dominikanska Republika
- Camatica. Peru.
- Campa (Kampa). Peru.
- Canamari (Kanamari). imaju imenjake u jednom od plemena Katukina. Brazil.
- Caouri. Kolumbija.
- Caquetio. Bonaire, Curaçao, Aruba, Venezuela.
- Caríai (Karahiarü, Cariaia). Amazonas, Brazil.
- Casharari (Cacharari). Rondonia, Amazonas.
- Catiana (Katianá). Acre, Brazil.
- Catongo. Peru.
- Cauyari. Kolumbija.
- Chane. Bolivija; Salta, Argentina. Od njih su potekli današnji Izoceño.
- Chapan. Kolumbija.
- Chicheren. Peru.
- Chimila. Kolumbija. Svrstavaju ih i u porodicu Chibcha.
- Chontaquiro (Chontakiro). Peru. Spadaju u Piro.
- Chucuna. Kolumbija.
- Ciguayo. Dominikanska Republika. Ovo pleme je bilo poznato po nošenju veoma dugačke kose.
- Cosina. Venezuela.
- Cozarini (Kozarini, Cozarine). Mato Grosso.
- Cumeral, Kolumbija,
- Curripaco (Koripáka,Kuripáka, Curipaco ). Kolumbija; Amazonas, Brazil
- Custenau (Kustenau). Mato Grosso.
- Cutinana. Peru.
- Echoaladi. Paragvaj.
- Eperigua. Kolumbija.
- Guaccaiarima
- Guaicari. Venezuela. Ne smiju se pobrkati s plemenom Guaykeri.
- Guajiro (Goajiro). veliki narod s poluotoka Guajira u Venezueli i Kolumbiji.
- Guana. Mato grosso do Sul, Brazil; Paragvaj. njihovim jezikom govore i Quiniquináu.
- Guanebucan. Kolumbija.
- Guaniare. Venezuela.
- Guayupe (Guaype). Kolumbija.
- Guinao. Venezuela.
- Huachipairi (?). Peru.
- Huhúteni (Hohodene]). Amazonas, Brazil
- Igneri. Trinidad i Tobago, kasnije su na Portoriku.
- Inapari. Brazil.
- Ipeca (Pato-Tapúya, Ypéca-Tapuia, Kumada-minanei). Amazonas, Brazil.
- Ipurina (Apurinã, Ipuriná, Hypuriná, Popengare). Amazonas, Brazil.
- Irantxe (Iranche, Iranxe). Mato Grosso,
- Itayaine. Brazil.
- Izoceño. Paragvaj. vidi Chane.
- Jabaana (Yabaana, Yaba-âna). Amazonas, Roraima.
- Jaulapiti (Yawalapití, Yaulapití, Iaualapiti). mato Grosso, Park Xingu.
- Karútana (Carutana, Akaiáka). Amazonas, Brazil.
  - Adáru-minanei,
  - Urubú-tapúya,
  - Wádzoli-dakenei,
- Katapolítani. Amazonas, Brazil.
- Katukina (Catuquina). Imaju imenjake u grupama Katukina i Pano.
- Káwa-tapúya (Caua). Amazonas, Brazil.
- Kayuisana (Cauichana, Kaixana, Kayuixâna, Kaisana, Kauixana, Kayxana, Cayxana, Cauixana, Caixana). Amazonas, Brazil.
- Kuatí-tapúya (Cuati, Quati-tapuia, Coati-Tapuia). Amazonas, Brazil; Kolumbija.
- Kujijener (Cujisenajeri, Kujigeneri, Kujijenéri, Cujigenery). acre, Brazil.
- Kuniba (Cuniba). Amazonas, Brazil.
- Layana. Paragvaj.
- Lucayo (Yucayo). Bahami.
- Machiguenga. Manu park, Peru. Ovo je snažno pleme koje živi od lova, ribolova i obrade zemlje.
- Maguana
- Maiopitian (Maopitian, Mapidian). Para, Brazil. vidi Mawayana.
- Maipuri. Venezuela.
- Manao (Manau). Amazonas, Brazil.
- Mandawaka (Mandauaca). Amazonas, Roraima.
- Manitenéri. Acre, Brazil. vidi Maxinéri.
- Mápa-dákenei (Mapanai), Amazonas, Brazil.
- Maraón. Francuska Gijana; Amapa, Brazil.
- Marawá (Marauá). Amazonas, Brazil.
- Mariaté. Amazonas, Brazil.
- Marien.
- Masaca. Venezuela.
- Masco. Peru. Postoji pleme Mascoi s kojima nisu u nikakvoj vezi.
- Masivaribeni. Kolumbija.
- Matapi. Kolumbija.
- Máulieni (Máuliene, Maulinei). Amazonas, Brazil.
- Mawayana .Para, Brazil. (mawa znači 'žaba' kod Arawaka, točnije označava gatalinku. Oni su često brkani s plemenom Maiopitian ili Mapidian. Mawayani su Arawaki po krvi, ali danas žive s karipskim plemenom Wai-Wai. Pleme wai-Wai imalo je svojevremeno problema s neplodnošću i ojačalo se asimiliranjem drugih manjih plemena. Mawayani su preuzeli jezik Wai-Wai Kariba pa ih današnji jezikoslovci prozivaju kao karipsko pleme. Nicholas Guppy u svojoj knjizi Wai-Wai opisao je izvorni život Wai-Wai i posljednjih ostataka Mawayana Indijanaca.
- Mehinaku (Mehinako, Mehinacu). Mato Grosso.
- Moriwene (Moriuene). Amazonas, Brazil.
- Maxinéri (Machineri, Manchineri). Acre, Brazil. Pleme je veoma srodno Piro Indijancima. Jezikoslovci ih jezično poistovjećuju s plemenom sličnog imena Maniteneri, čiji jezik možda i je isti, ili je blisko srodan, ali plemena su dva.
- Mojo (Moxo). Bolivija.
- Nomatsiguenga. Peru. Srodni su Machiguengama, ali nisu isto.
- Omejes. Kolumbija.
- Onoto
- Paiconeca. Bolivija.
- Palicur (Aukwayene,Palikur). Amapa; Francuska Gijana.
- Pangoa. Peru.
- Paraujano. Venezuela.
- Paresi (Pareci, Paressi, Parici, Ariti, Haliti). Mato Grosso. Postoje i Pareci-Kabixi iz iste države.
- Passé (Pasé). Amazonas, Brazil.
- Paunaca. Bolivija.
- Piapoco. Kolumbija.
- Piro. Peru. Imaju imenjake u sjevernoameričkom plemenu iz grupe Tewa.
- Ponares. Kolumbija.
- Quimbiri. Peru.
- Quiniquináu (Kinikináo, Kinikinau, Equiniquinao). Bolibžvija; Paragvaj; Mato Grosso do Sul, Brazil. Vidi Guana.
- Quirinairi. Peru.
- Quirruba. Kolumbija.
- Resígaro (Resígero)
- Sae. Kolumbija.
- Saraveka (Saraveca). Mato Grosso, Brazil; Bolivija.
- Shebaio Trinidad i Tobago
- Simirinch. Peru.
- Sinamaica,
- Sirineri. Peru.
- Siusi-Tapuya (Siuci-Tapuya, Siuci, Siuci-Tapuya). Amazonas, Brazil
- Subtaino. Kuba.
- Taino. Portoriko, Dominikanska Republika, Haiti.
- Tampa. Peru.
- Tapiíra-tapúya (Tapiira-tapuia, Häma-dákenai). Amazonas, Brazil; Kolumbija.
- Tariána (Taria, Tariano, Taliáseri, Tana). Amazonas, Brazil.
- Tayagua. Venezuela.
- Tecua. Kolumbija.
- Teréno (Terena). Mato Grosso do Sul, Sao Paulo, Brazil; Paragvaj.
- Toa. Venezuela.
- Uainuma (Wainumá, Wanumá). Amazonas, Brazil.
- Uaraikú (Uaraicu, Waraikú). Amazonas, Brazil.
- Ugunichiri. Peru.
- Uiriná. Amazonas, Brazil.
- Unini. Peru.
- Wainamarí (Uainamari). Amazonas, Brazil.
- Wapixana (Vapidiana, Valpidiana, Wapisiana, Wapisána). Roraima, Para, Brazil; Gvajana.
- Waura (Uaurá). Mato Grosso.
- Xiriâna. Brazil
- Yaguai. Venezuela. Ne smiju se pobrkati s plemenom Yagua iz grupe Peban.
- Yavitero. Venezuela.
- Yawareté-tapúya (Jauarete, Yawaretê-Tapuia). Amazonas, Brazil.
- Yucuna. Kolumbija.
- Yumána (Jumana, Xumana). Amazonas, Brazil.
- Yurupari-tapúya (Jurupari, Jurupari-Tapuya, Ijãine, Iyemi). Amazonas, Brazil

## Vanjske poveznice
- tronco arahuacano
- Arawakan (14th)
- Arawakan (15th)
- Arawakan Languages (Maipuran)
- Tree for Arawakan  Arhivirana inačica izvorne stranice od 22. listopada 2008. (Wayback Machine)
- Nomenclature and distribution of the principal tribes and sub-tribes of the Arawakan linguistic stock of south America